# Robert Richardson (operator)
Robert Bridge Richardson (ur. 27 sierpnia 1955 w Hyannis w stanie Massachusetts) – amerykański operator filmowy, wieloletni współpracownik takich reżyserów jak Oliver Stone, Martin Scorsese czy Quentin Tarantino; trzykrotny laureat Oscara za najlepsze zdjęcia.

## Życiorys
Ukończył Rhode Island School of Design, specjalizując się w dziedzinie filmu i animacji.
Jego żoną była Monona Wali, z którą ma dwoje dzieci. Związek został jednak zakończony rozwodem.
Od 1992 roku jest członkiem American Society of Cinematographers (Amerykańskie Stowarzyszenie Operatorów Filmowych).

## Filmografia
| Rok  | Tytuł filmu (oryginalny tytuł)                              | Reżyser                     | Nagrody dla operatora |
| ---- | ----------------------------------------------------------- | --------------------------- | --- |
| 1982 | An Outpost of Progress                                      | Dorian Walker               | |
| 1986 | Salwador (Salvador)                                         | Oliver Stone                | Nominacje: - Independent Spirit Award za najlepsze zdjęcia |
| 1986 | Pluton (Platoon)                                            | Oliver Stone                | Wygrane: - Independent Spirit Award za najlepsze zdjęcia Nominacje: - Oscar za najlepsze zdjęcia - Nagroda Brytyjskiej Akademii Filmowej za najlepsze zdjęcia              |
| 1987 | Uciekinierzy (Dudes)                                        | Penelope Spheeris           | |
| 1987 | Wall Street                                                 | Oliver Stone                | |
| 1988 | Spisek ośmiu (Eight Men Out)                                | John Sayles                 | |
| 1988 | Rozmowy radiowe (Talk Radio)                                | Oliver Stone                | Nominacje: - Independent Spirit Award za najlepsze zdjęcia |
| 1989 | Urodzony 4 lipca (Born on the Fourth of July)               | Oliver Stone                | Nominacje: - Oscar za najlepsze zdjęcia - Nagroda Amerykańskiego Stowarzyszenia Operatorów Filmowych                                                                       |
| 1991 | The Doors                                                   | Oliver Stone                | |
| 1991 | Miasto nadziei (City of Hope)                               | John Sayles                 | |
| 1991 | JFK                                                         | Oliver Stone                | Wygrane: - Oscar za najlepsze zdjęcia Nominacje: - Nagroda Amerykańskiego Stowarzyszenia Operatorów Filmowych                                                              |
| 1992 | Ludzie honoru (A Few Good Men)                              | Rob Reiner                  | Nominacje: - Nagroda Amerykańskiego Stowarzyszenia Operatorów Filmowych |
| 1993 | Pomiędzy niebem a ziemią (Heaven & Earth)                   | Oliver Stone                | Nominacje: - Nagroda Amerykańskiego Stowarzyszenia Operatorów Filmowych |
| 1994 | Urodzeni mordercy (Natural Born Killers)                    | Oliver Stone                | |
| 1995 | Nixon                                                       | Oliver Stone                | |
| 1995 | Kasyno (Casino)                                             | Martin Scorsese             | |
| 1997 | Droga przez piekło (U Turn)                                 | Oliver Stone                | |
| 1997 | Fast, Cheap and Out of Control                              | Errol Morris                | |
| 1997 | Fakty i akty (Wag the Dog)                                  | Barry Levinson              | |
| 1998 | Zaklinacz koni (The Horse Whisperer)                        | Robert Redford              | Nominacje: - Nagroda Amerykańskiego Stowarzyszenia Operatorów Filmowych |
| 1999 | Cedry pod śniegiem (Snow Falling on Cedars)                 | Scott Hicks                 | Nominacje: - Oscar za najlepsze zdjęcia - Nagroda Amerykańskiego Stowarzyszenia Operatorów Filmowych                                                                       |
| 1999 | Ciemna strona miasta (Bringing Out the Dead)                | Martin Scorsese             | |
| 2001 | Powder Keg                                                  | Alejandro González Iñárritu | |
| 2002 | Cena honoru (The Four Feathers)                             | Shekhar Kapur               | |
| 2003 | Kill Bill: Vol. 1                                           | Quentin Tarantino           | |
| 2004 | Kill Bill: Vol. 2                                           | Quentin Tarantino           | |
| 2004 | Aviator                                                     | Martin Scorsese             | Wygrane: - Oscar za najlepsze zdjęcia Nominacje: - Nagroda Brytyjskiej Akademii Filmowej za najlepsze zdjęcia - Nagroda Amerykańskiego Stowarzyszenia Operatorów Filmowych |
| 2006 | Dobry agent (The Good Shepherd)                             | Robert De Niro              | Nominacje: - Nagroda Amerykańskiego Stowarzyszenia Operatorów Filmowych |
| 2008 | Rolling Stones w blasku świateł (Shine a Light)             | Martin Scorsese             | |
| 2008 | Zwykła procedura operacyjna (Standard Operating Procedure)  | Errol Morris                | |
| 2009 | Bękarty wojny (Inglourious Basterds)                        | Quentin Tarantino           | Nominacje: - Oscar za najlepsze zdjęcia - Satelita za najlepsze zdjęcia |
| 2010 | Wyspa tajemnic (Shutter Island)                             | Martin Scorsese             | |
| 2010 | Jedz, módl się, kochaj (Eat Pray Love)                      | Ryan Murphy                 | |
| 2011 | George Harrison: Living in the Material World               | Martin Scorsese             | |
| 2011 | Hugo i jego wynalazek (Hugo)                                | Martin Scorsese             | Wygrane: - Oscar za najlepsze zdjęcia |
| 2012 | Django                                                      | Quentin Tarantino           | |
| 2012 | Pinkville                                                   | Oliver Stone                | |
| 2013 | World War Z                                                 | Marc Forster                | |
| 2015 | Nienawistna ósemka (The Hateful Eight)                      | Quentin Tarantino           | Nominacje: - Oscar za najlepsze zdjęcia |
| 2019 | Pewnego razu... w Hollywood (Once Upon a Time in Hollywood) | Quentin Tarantino           | Nominacje: - Oscar za najlepsze zdjęcia |